# Consensus
Pour les articles homonymes, voir Consensus (homonymie).
 (juillet 2015).
Si vous disposez d'ouvrages ou d'articles de référence ou si vous connaissez des sites web de qualité traitant du thème abordé ici, merci de compléter l'article en donnant les références utiles à sa vérifiabilité et en les liant à la section « Notes et références ».
Un consensus est un accord des volontés sans aucune opposition formelle ("personne ne dit non"). Le consensus se distingue de l'unanimité qui met en évidence la volonté manifeste de tous les membres dans l'accord. Un consensus caractérise l'existence parmi les membres d'un groupe d'un accord général (tacite ou manifeste), positif et unanime pouvant permettre de prendre une décision ou d'agir ensemble sans vote préalable ou délibération particulière. Le consensus peut parfois être contraire à la majorité en tant que résultat.
Attention : bien qu'en principe le consensus désigne depuis longtemps un accord par absence d'opposition formelle ("personne ne dit non") dans les pratiques établies de nombreux collectifs et communautés, certains milieux ont adopté plus récemment un usage très différent qui ressemble plus au principe du consentement ou consentement express ("tout le monde dit oui"). En effet, par exemple dans des groupes "neo-ruraux", en sociocratie ou dans les écoles de commerce, on nomme parfois consensus un résultat visé et obtenu par l'emploi d'une méthode de prise de décision, où après avoir fait exprimer et reconnu la validité des opinions exprimées par chacune des parties en présence, le groupe ou ses animateurs s'efforcent de dégager et de recueillir un accord pouvant être présenté comme unanime ou quasi unanime. Ce qui se démarque de la pratique courante d'atteindre un accord par absence d'opposition après avoir traité les objections.

## Étymologie et histoire
Consensus est un mot latin qui signifie « accord », au sens de « sentiment commun ». Ainsi par exemple, "au cours des années 58-56 av. J-C, [l'échec des réformes politiques proposées par Cicéron] lui font souhaiter, sous le nom de consensus universorum le rassemblement de tous ceux qui, quelle que soit leur origine sociale (et c'était très neuf), s'accordaient sur certains principes modérés (...)". Le mot a été lexicalisé dans la langue française au XIXe siècle sous le sens de « large accord ». Le mot latin dissensus, bien qu'il ne soit pas lexicalisé en français (il n'apparaît pas dans les dictionnaires) est parfois utilisé pour désigner soit l'échec d'une recherche de consensus, soit l'attitude qui consiste à vouloir opposer les différentes opinions sans chercher à les rapprocher.
Du fait du changement de sens récent qui fait que le terme consensus se dissocie de l'unanimité
ou de la quasi-unanimité, on en vient à parler de « consensus absolu » ou de « consensus parfait » pour désigner un accord qui ne recueille aucune opposition.
Selon le Trésor de la langue française informatisé, la prononciation de la deuxième syllabe se fait selon la forme [kɔ̃sɛ̃sys] et non [kɔ̃sɑ̃sys].

## Enjeux et difficultés du consensus
- Si vous ne connaissez pas le sujet, laissez ce bandeau (vous pouvez alors contacter les auteurs).
- Si vous supprimez le contenu mis en cause (vous pouvez préalablement contacter les auteurs),

argumentez précisément cette suppression dans la page de discussion
(un manque de référence n'est pas un argument ; une recherche réelle de référence doit avoir été effectuée, être formellement documentée).
Selon Christophe Pacific, à vouloir éliminer le conflit dans la démarche de recherche de consensus, nous éludons l'opportunité de le dépasser. Nous sacrifions un meilleur possible au profit d'une démocratie du moindre mal. Les décisions pluridisciplinaires, qu'elles soient issues d'un staff médical, d'un comité d'éthique ou d'une instance politique internationale, succombent aujourd'hui au chant du consensus. A contrario, le dissensus assure, par le lien fécond de la parole, le souffle éthique d'une société. Il y a davantage de possibles dans un conflit que dans un consensus.
Le consensus cherche à sacraliser de nouvelles normes dans une société en crise de rituel. La réalité nous montre que l’étoffe du consensus est tissée de soumission librement consentie, de nécessités et de jeux de pouvoir liés de près à des plaisirs immédiats. À force d’habitude, l’exigence de certitude, de vérité, le processus substitue le poison au remède. Le consensus sonne le glas de l’éthique. Poursuivant l’unanimité, la sympathie naturelle entre les éléments de la nature entre eux comme le décrivait Cicéron, le consensus diabolise le conflit et cherche expressément à l’éliminer du fait de son chaos apparent. Le besoin d’ordre normatif tend à rechercher l’exclusion du risque d’égarement, la menace d’une possible logique contraire, il totalise le besoin de vérité commune. À ce stade, la démocratie est en danger car il est nécessaire qu’une démocratie nous permette de nous égarer sans nous perdre. La réflexion démocratique doit pouvoir envisager tous les possibles et c’est dans cette projection qu’une démocratie se rend brillante. La certitude, elle, présente le chemin comme un paradigme sécurisant qui, par le sentiment de confort qu’elle nous procure nous confine dans une pensée arrêtée, sans issue. L’unanimité du consensus recherche la puissance de cohésion contre le risque déstabilisant d’une controverse. En voulant se débarrasser de la différence et en la diabolisant comme un danger sociopathique, la démocratie pourrait se complaire dans l’incomplétude en fabriquant de la sympathie artificielle. Si le consensus n'est pas un poison en soi, la recherche à tout prix de ce dernier est une démarche totalitaire, alors se pose comme incontournable en termes d'éthique le Principe du conflit nécessaire.

### Consensus et pensées collectives
De nos jours, on confond souvent consensus et « choix collectif ». Il existe des degrés de variation toujours possibles entre individus, et il doit y avoir une implication individuelle forte pour faire suivre la prise de décision de l'action. Auquel cas, la prise de décision nécessite une négociation au bout de laquelle les autres participants au débat seront satisfaits.
L'opinion collective n'est pas un consensus, mais une opinion reçue, un alignement sur une orthodoxie - éventuellement à partir d'une manipulation mentale ou de la propagande. Des études[réf. nécessaire] sur les effets de groupes et des foules affirment l'existence des consensus émotionnels pouvant aller jusqu'à l'hystérie collective.
Il existe plusieurs débats et recherches à la fois sur les notions d'intelligence collective et de prise de décision par consensus - discutés dans d'autres articles. Cet article traite de l'idée de consensus dans son sens le plus strict, et non pas de ses implications en politique ou en économie (domaines dans lesquels non seulement le consensus importe mais également l'action subséquente).

### Consensus et dictature de la majorité
Le terme consensus implique également des notions de compromis. Plutôt qu'une opinion adoptée par une majorité, le consensus suggère l'apport de multiples opinions différentes, et leur adaptation progressive jusqu'à ce qu'une solution satisfaisant le plus grand nombre de personnes puisse être dégagée. Le consensus ne signifie pas forcément que tout le monde est satisfait du résultat, mais suggère plutôt que tout le monde peut juger le résultat acceptable et que la majorité est satisfaite. On doit donc apporter un soin particulier à la définition de cette majorité représentative de l'ensemble, faute de quoi ce compromis peut s'éloigner de la réalité pourvu que le consensus se construise, au vu de la subjectivité de l'estimation de la « représentativité » de chaque personne. Ce type de consensus, limant les divergences au profit des similitudes, manifeste la justesse de l'opinion répandue. On peut considérer que le consensus se construit avec la loi de juste milieu (pris dans le sens d'un milieu acceptable pour les différentes parties). Certains considèrent alors que l'objectivité, si ce n'est la vérité, répond à la courbe de Gauss où les 20 % restants sont quantité négligeable et, de ce fait, inutiles à conserver. Ce type de solution est souvent appelé consensus, mais n'en est pas un à proprement parler.
Plus généralement, on considère la prise de décision par consensus comme la recherche d'une solution de résolution, où le compromis doit être une proposition originale, qui tienne compte des positions de chacun et essaye de satisfaire tous les participants au débat. Ce type de compromis est nommé gagnant-gagnant. Chaque proposition doit être évaluée pour ce qu'elle est et non pour ce que chacun en imagine, l'imagination portant le plus généralement sur l'émetteur de la proposition.
Certains considèrent que dans le cas où un compromis gagnant-gagnant ne peut être construit, on peut alors enregistrer les dissensions (ou dissensus) car elles sont considérés comme plus proches de la réalité décrite et susceptibles de faire avancer le problème. Cette solution peut satisfaire la majorité des participants au débat. D'autres considèrent qu'il s'agit alors d'un échec de consensus, car chacune des parties étant restée sur ses positions, le problème débattu n'est pas réellement réglé. Cela dit, la recherche du consensus permet d'éviter que la majorité impose ses décisions à la minorité, puisque le veto permet à chacun de refuser une solution qui ne lui convient vraiment pas (à condition de ne pas en abuser, auquel cas c'est une autre forme de dictature, de l'individu sur le collectif).

### Contextes conflictuels: impossibilité du consensus?
La fable de La Fontaine, (« Le Meunier, son Fils et l'Âne ») montre que les décisions peuvent ne pas tenir longtemps du fait de l'inconséquence et de l'irrésolution personnelle du décideur.
Sur le plan historique, l'expérience de la Diète polonaise illustre jusqu'à la caricature l'état de paralysie auquel aboutit une représentation politique fondée sur la règle trop exigeante de l'unanimité.
Sur le plan théorique, le paradoxe de Condorcet, repris dans le Théorème d'impossibilité d'Arrow montre bien la difficulté d'élaborer des choix collectifs cohérents dès lors que les options possibles sont trop nombreuses (démonstration de la quasi-impossibilité logique d'établir une fonction de préférence collective en agrégeant les préférences individuelles).
Dans ce cas, les réponses potentielles - sauf à nommer un « dictateur » comme le font les Romains sous l'Antiquité, ou à donner, comme en France, des prérogatives exceptionnelles, pour un objet et un temps limités, au président de la République en cas de situation d'urgence — relèvent de la négociation :
- résolution de conflit ;
- résolution de problème ;
- arbitrage (droit) ou médiation ;
- dialogue, palabre.

### Risques
Pour Heiko Maas le fonctionnement à l'unanimité est une « invitation patente pour les puissances étrangères à nous diviser et à utiliser le potentiel des États membres individuels pour imposer des blocages ».

## L'art du consensus

### Prise de décision par consensus
Dans une démarche d'ouverture à la multiplicité et à la diversité des opinions, la prise de décision par consensus s'oppose à la pensée unique. Pour assumer et gérer positivement cette diversité il faut être capable de prendre des décisions et d'avoir les pratiques pertinentes pour ce faire :
- la démocratie de type occidental recommande l'usage du vote soit dans le cadre de la démocratie représentative, soit de plus en plus dans le cadre de la démocratie directe (usage du référendum, conférences de citoyens…). Si le vote démocratique se trouve être légitimé comme seule source légitime du pouvoir, il est fréquent de constater - surtout lorsque le sujet est complexe ou met en jeu des positions très antagonistes - qu'il laisse une minorité - parfois importante - des votants mécontente du résultat. Et si la majorité - bien que légitime - se comporte de façon arrogante ou intransigeante, la situation peut apparaître comme une « stratégie de force » de type « gagnants contre perdants ». Et même si cette minorité accepte la « règle du jeu » et la décision prise, elle sera tentée de résister activement ou d'atténuer les conséquences de cette décision jusqu'à la « revanche prochaine », au prochain scrutin ;

- le compromis est une autre méthode pour prendre une décision, habituellement par la négociation. Deux parties, ou plus, annoncent leur position respective et la changent petit à petit, par des concessions mesurées. Chacun se sent « obligé » de concéder quelque chose. Le résultat atteint est rarement de qualité car ressenti par les parties comme un équilibre « perdants-perdants ». Personne n'est totalement satisfait et chaque côté prend en note ce qu'il a donné pour en vérifier les contreparties et préparer les prochaines renégociations ;

- le consensus correspond à une décision qui fait place à la créativité de chacun. Soit un processus dans lequel il s'agit :
  - pour chacun d'une décision à prendre, d'un problème à résoudre plutôt qu'une bataille à gagner,
  - de se projeter dans la discussion comme « nous ensemble » plutôt que « toi contre moi »,
  - aucune décision n'est prise avant que tous les participants ne l'acceptent. Ça peut être long à mettre en place, car le consensus est le produit patient de toutes les meilleures idées et volontés dans un groupe, dans un esprit de cohésion et d'équilibre. Les minorités sont présentes et entendues tout au long du processus (et pas seulement à la fin) : la décision est élaborée collectivement.

### Façons de trouver un consensus

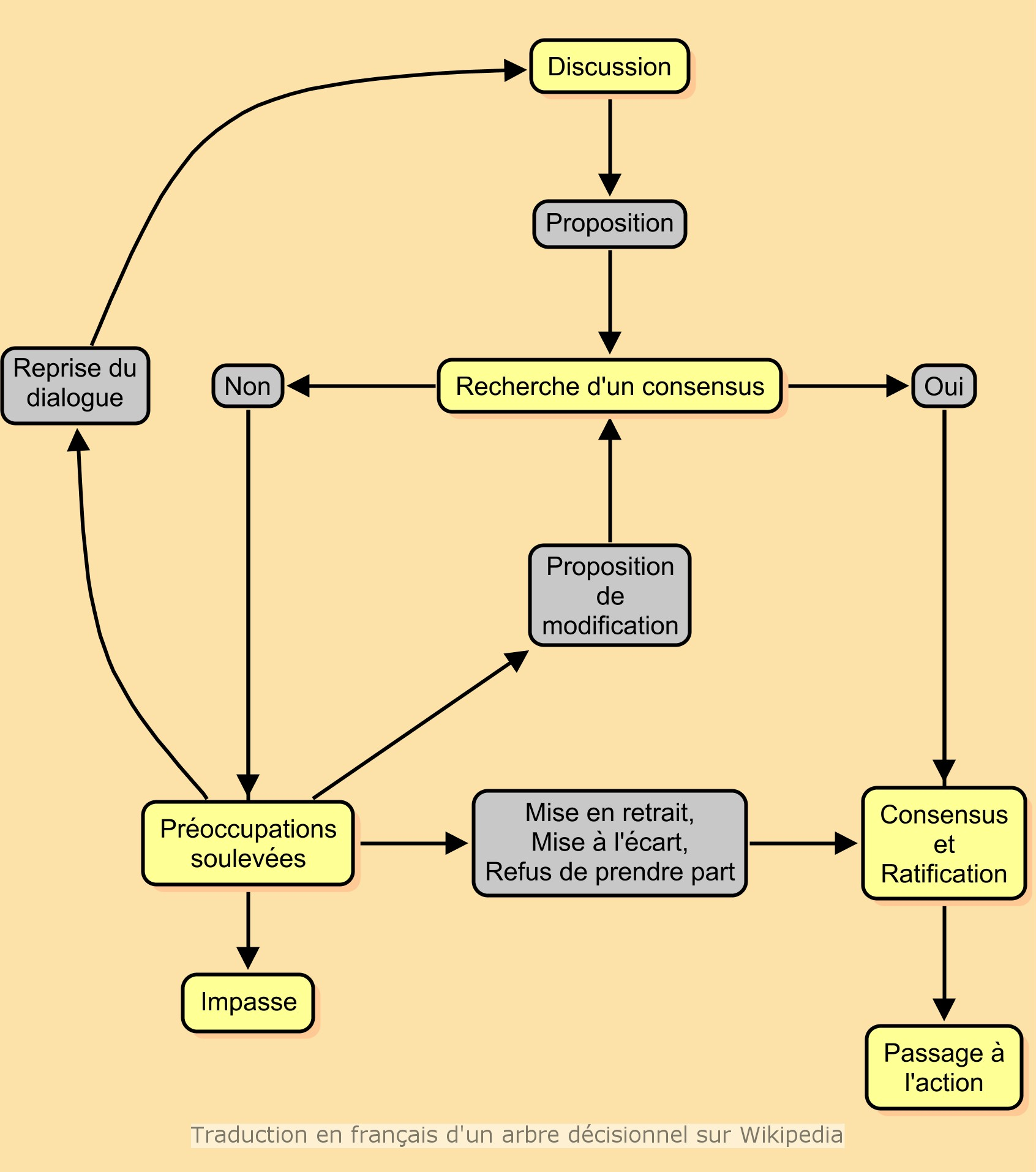
Les étapes du consensus

Il y a de nombreuses façons pour trouver un consensus, dont voici un exemple de procédure simplifiée :
1. Le problème, ou la décision à prendre, est défini et nommé. Cette étape préliminaire aide à séparer la problématique à traiter des enjeux personnels ;
2. Faire fuser toutes les solutions possibles (brainstorming) pour résoudre le problème ou répondre à la question. Les écrire toutes, même les plus folles ;
3. Se réserver un moment dans le processus pour les questions diverses et la clarification de la situation ;
4. Discuter et débattre des propositions écrites, les modifier, les regrouper, et en faire une liste, la plus courte possible. Lesquelles sont les préférées du groupe ?
5. Bien expliquer toutes les propositions, et leurs différences pour que tout le monde comprenne bien (on peut utiliser là l'ancienne méthode qui consiste à donner un temps égal à quelqu'un qui est pour et quelqu'un qui est contre la proposition pour s'exprimer) ;
6. Discuter les « pour » et les « contre » de chaque proposition. Faire en sorte que chacun puisse s'exprimer (tour de table, petits groupes…) ;
7. S'il y a une opposition majeure, recommencer au point 6. Il est parfois nécessaire de recommencer au point 4 ;
8. S'il n'y a pas d'opposition majeure, faire état de la décision et voir s'il peut y avoir un accord ;
9. Reconnaître les objections mineures et incorporer des petits amendements ;
10. Discuter de la proposition, et vérifier le consensus.

### Droit de veto ou permission?
Le droit de veto, détenu par chacun sur une proposition du reste du groupe, est la pierre angulaire de la méthode du consensus. La « permission » de chaque membre du groupe est indispensable pour prendre une décision, c'est pourquoi écouter et répondre à tous les participants et prendre en compte tous les avis devient la préoccupation du groupe dans son ensemble.
Ce qui fait que le résultat n'est pas seulement un groupe plus égalitaire, mais aussi un groupe plus « satisfait », dans lequel chaque membre a une chance de se sentir entendu et considéré au sein du groupe. Les responsabilités sont mieux partagées, les membres sont plus réceptifs aux autres, et l'envie de faire des choses ensemble est partagée. Le veto sur une proposition qui a demandé de longues discussions et une synthèse ardue est un acte sérieux. Il peut être fait en ayant bien pesé le pour et le contre, comme un ultime recours, sur des bases éthiques, ou à cause des conséquences qu'une décision peut avoir. Il peut aussi être fait à cause d'une émotion forte (peur, dégoût), mais en aucun cas à cause de préférences personnelles ou d'impulsions égocentriques.
Quand la prise de décision a fait son chemin, prenant en compte des opinions diverses, se modifiant, et que quelqu'un est toujours en désaccord avec la solution trouvée, il y a d'autres formes que le veto à envisager, qui ne contrent pas le processus. Par exemple, ne pas soutenir une décision : « Je ne ressens pas le besoin de ça, mais je peux quand même participer ». Ou encore rester réservé : « Je pense que ça peut être une erreur, mais je peux l'assumer ». Ou ne pas s'impliquer : « Je ne participerai pas, mais je n'empêcherai pas les autres de le faire ».
Dans certaines descriptions du processus de prise de décision par consensus, la notion existe que quelqu'un qui sent le besoin de faire un veto sur une proposition devrait envisager de se retirer du groupe, au moins pour un temps. Or, cette idée tend à l'inverse extrême du but de la méthode : plutôt que d'encourager l'inclusion des opinions et des souhaits de tous, ceux et celles qui ont une opinion minoritaires risquent de se sentir obligés de s'exclure du groupe. L'éventualité d'une exclusion du groupe est, pour certains, un mécanisme tout à fait opposé au principe d'inclusivité de la méthode de consensus, tendant à exclure ceux et celles qui sont non conformistes, plutôt que d'encourager les critiques envers l'opinion majoritaire.
Les prises de décision de nombreuses communautés virtuelles suivent souvent ce type d'approche.

## Méthode en deux temps[9],[10]

### Plénière et ateliers
Lors d'un rassemblement, un problème récurrent est la difficulté de communication dans des assemblées composées de plusieurs dizaines ou centaines de personnes. Pour rendre le débat plus fructueux, moins chronophage et éviter l'exclusion des participants les plus timides, l'assemblée se divise d'abord en différents ateliers et met en avant certains rôles et parfois l'utilisation de signaux manuels.
- Les ateliers se constituent en petit groupes affinitaires ne dépassant généralement pas une dizaine de personnes, pour une meilleure visibilité des participants. Ils accueillent les débats de fond. Chaque personne est censée prendre la parole au moins une fois, pour exposer son point de vue. Certains groupes ont recours au bâton de parole dans la tradition amérindienne du pow-wow. D'autres préfèrent privilégier une parole plus libre et plus souple, tout en prêtant attention à chacun.

- La plénière est une assemblée constitué de tous les ateliers. Elle n'est pas un lieu pour les débats, mais fait une synthèse des réflexions et des propositions formulées dans les ateliers après avoir clairement identifié les problèmes. Elle est aussi là pour diffuser les informations issues des ateliers d'une manière claire, succincte et objective. On peut y faire de très simples amendements aux propositions issues des ateliers et les valider ou pas de manière consensuelle. Lorsque le débat s'engage ou que le consensus n'est pas atteint, on fait alors un retour en ateliers.

### Rôles
- Le facilitateur / animateur (en plénière) appelle à la réunion, appelle à l'attribution des rôles et veille à ce que la réunion atteigne ses objectifs, en renvoyant les groupes en ateliers au besoin. Il facilite les différentes étapes du consensus et résume les résultats. Il est idéal qu'il ne soit pas personnellement engagé dans les thèmes abordés.
- Le rapporteur / secrétaire (en atelier) rapporte les arguments clefs et les conclusions éventuelles des ateliers en plénière. Travaille avec le scripte pour bien visualiser le cours de la conversation en ateliers et donner un compte-rendu global de l'atelier en plénière.
- Le scripte / scribe classifie les suggestions, inquiétudes et décisions consensuelles et les couche sur papier, au mieux sur un tableau visible par tout le monde. Le scripte note les prénoms des personnes présentes et des personnes intervenantes, signe son compte-rendu et note le lieu, la date, le titre et l'heure de l'atelier. Depuis les années 2000 et l'utilisation de plus en plus courante des techniques virtuelles, il est aisé de passer en rédaction des minutes de manière instantanée et collective. De nombreux outils tels gobby facilitent l'établissement du texte au cours des débats, puis la préparation du texte collectif "au propre" (avec participations à distance également possibles).
- Le gardien du temps minute les discussions et annonce régulièrement le temps écoulé pour ne pas dépasser le délai admis préalablement. Travaille avec le distributeur de parole et le facilitateur/rapporteur pour garder les discussions brèves et concises.
- Le distributeur de parole veille à ce que chacun ait la parole, à ce que personne n'excède son temps de parole.
- Le scruteur de sensations s'attache à préserver une ambiance sereine. Il a un rôle d'observateur et se concentre sur l'égo des uns et des autres. Il est particulièrement attentif aux comportements discriminatoires (sexisme, racisme…) qui pourraient heurter certains et les inciter à garder le silence. Il est attentif à toutes les expressions faciales ou gestuelles qui pourraient traduire un trouble entre certains membres et s'assure que le consensus est réellement atteint en épiant les possibles dissensions non exprimées. Il garde en général le silence mais intervient au besoin en gardien de la paix.
- L’intervenant expert (le cas échéant) intervient au milieu du débat, à propos et pour un temps un peu plus long. Il apporte quelques arguments puis se tait.
- Le traducteur (le cas échéant) traduit la discussion en direct en cas de présence de membre qui ne parle pas la langue.
- Le transmetteur fait le lien, transmet les informations et coordonne les ateliers avant qu'ils aillent en plénière.

### Gestuelle d'assemblée
Pour que le débat ne s'éternise pas et ne dévie pas dans des à-côtés stériles, le gardien du temps peut proposer une communication non verbale avec quelques signes clefs qui sont compris par tout le monde. Les signes du consensus sont inspirés du langage des signes pour sourds-muets. Liste non exhaustive des signes généralement utilisés :
- deux index levés : demande de parole pour pouvoir intervenir tout de suite, de façon à éclaircir un sujet en cours avant qu'il ne soit abandonné. L'intervention doit être très courte, et n'est pas nécessairement acceptée par le distributeur de parole ;
- mains en T : problème technique, ne concerne pas les idées mais l'aménagement de l'espace de discussion. Donne priorité à la parole ;
- moulin des mains : signifie que l'intervention traîne en longueur, qu'une chose a déjà été dite. Très utilisé par le gardien du temps ;
- signe d'accord en agitant les mains en l'air : ça permet de repérer d'un regard le niveau de consensus qui se dégage au fur et à mesure que les propositions sont faites. Ça permet d'éviter l'applaudimètre et la répétition des idées ;
- index levé : pour demander la parole, il permet de retarder une prise de décision et d'expliquer la raison de désaccords pour proposer des amendements et arriver à des consensus ;
- poing levé : signifie « je quitte le projet ou la réunion si mon opinion n'est pas prise en compte ». Doit être utilisé avec grande modération. Certains groupes exigent qu'un bloqueur doit avoir une proposition alternative ;
- un peu plus doux peut être une mise en X des avant-bras devant soi, pour demander une prise en compte d'arguments pour une forte opposition.

Ces signes peuvent être parfois utiles dans de grands groupes, moins en plus petits cercles. Ils sont fréquemment (en France) vécus comme un peu grotesques ou trop "formalistes" et de brèves incises ou gestes plus traditionnels leur sont alors préférés.

## Exemples de consensus
- En matière scientifique : un consensus scientifique
- En matière économique : le consensus de Washington
- Dans le domaine de certaines normes internationales, notamment aéronautiques, en assemblées plénières : DO-178B, DO-178C établies par l'EUROCAE ou l'équivalent américain RTCA (en)

## Pour en savoir plus
Les articles qui suivent exposent la méthode du Consensus. Autant dire tout de suite qu'ils prennent le contrepied de toute idée d'opinion collective ou de compromis.
- Sur l'importance du dissensus dans la prise de décision par consensus : le Conseil canadien des ministres de l'Environnement
- Le consensus fait cohabiter les différences, il ne vise pas à les éliminer : Méthode du Consensus
- Sur l'aspect consensus-dictature